# مارتين أندراوس
مارتين أندراوس (بالإنجليزية: Martine Andraos)‏ وهي ملكة جمال لبنان لسنة 2009 ولدت في يوم 11 آب 1990 في قضاء الكورة في لبنان وقد مثلت لبنان في مسابقة ملكة جمال الكون.